# 奈良県道244号毛原切幡線
奈良県道244号毛原切幡線（ならけんどう244ごう けはらきりはたせん）は、奈良県山辺郡山添村を通る一般県道である。

## 概要
山辺郡山添村大字毛原から山辺郡山添村大字切幡に至る。

### 路線データ
- 起点：山辺郡山添村大字毛原（奈良県道・三重県道782号上笠間八幡名張線交点）
- 終点：山辺郡山添村大字切幡（国道25号交点）

## 地理

### 通過する自治体
- 奈良県
  - 山辺郡山添村

### 交差する道路
| 交差する道路                            | 交差する場所 | 交差する場所 |
| --------------------------------------- | ------------ | ------------ |
| 奈良県道・三重県道782号上笠間八幡名張線 | 大字毛原     | 起点         |
| 国道25号 / 旧道                         | 大字切幡     | 終点         |

### 沿線
- 万壽ゴルフクラブ